# Dům U Zlatého rohu
Dům U Zlatého rohu je dům čp. 4/I na Starém Městě v Praze. Stojí na nároží mezi náměstím Staroměstským (čp. 1/I) a Malým náměstím (čp. 10/I) mezi domy U Minuty (s nímž tvoří jeden blok) a domem U Zlaté dvojky. Od roku 1958 je chráněn jako kulturní památka České republiky.

## Historie
Na místě dnešního domu stály ve středověku dva domy, první zmínka o severněji umístěném domě je z roku 1404, kdy jej obýval měšťan Henzlín Gundacker a po něm bohatý pláteník Pesold, po němž se dům nazýval Pesoldovský, ještě v roce 1563, když jeho polovinu získal Matyáš Bydžovský z Aventina (1520-1590), tehdy písař staroměstské rady a profesor pražské univerzity. Dochoval se z něj pouze sklep a část obvodových zdí s fragmentem okenního ostění v přízemí. 
V roce 1623 byly dva domy spojeny a výsledný objekt byl rozšířen a výrazně přestavěn v pozdně renesančním stylu. Z té doby pochází nárožní arkýř a ornamentální a figurální sgrafita, dochovaná ve fragmentech na průčelí. Za stavitele je pokládán Jan Dominik de Barifis, předpokládaný stavitel evangelického salvátorského kostela, podle některých shodných detailů domu s tímto kostelem. Na nároží v prvním patře byla tehdy do niky vložena socha patrona domu, svatého Václava (od Janákovy rekonstrukce je deponována v Lapidáriu Národního muzea a od roku 2010 tam v renesančním sále vystavena).

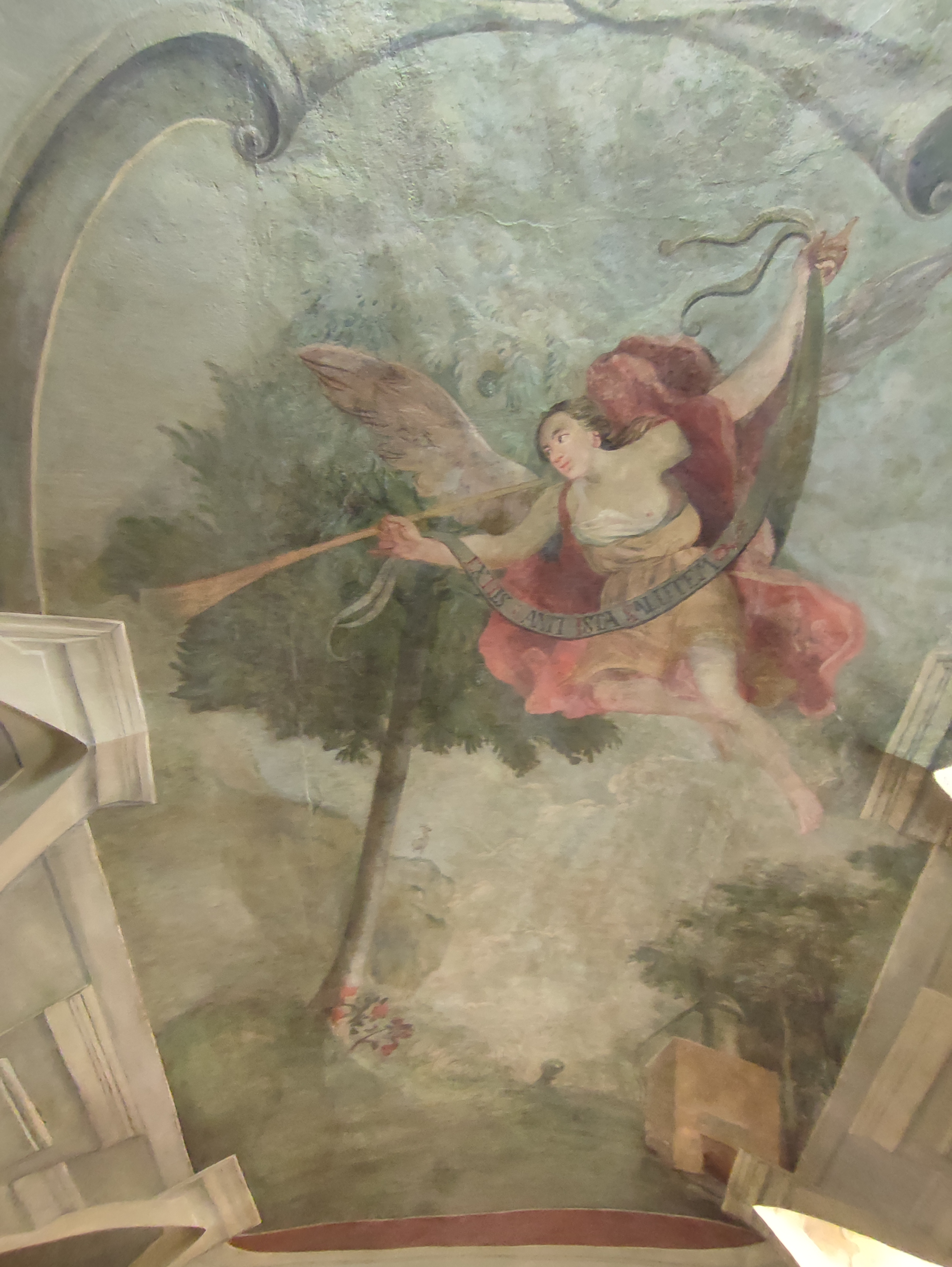
Freska na klenbě síně ve 2. patře

Dům byl roku 1622 zkonfiskován po emigrantu Janu starším Ledčanském z Popic a koupil jej hradní písař a císařský rada Bartoloměj de Pauli z Poly.
V první polovině 18. století byla barokně upravena fasáda domu (okna a cibulovitá báň arkýře). Z výzdoby interiérů se dochovala jediná pozdně barokní freska s troubícím andělem, později přemalovaná. V  roce 1801 upravili Filip a František Hegerové fasádu střídmě v duchu klasicismu, rozdělili síně příčkami a zazdili podloubí s valenými klenbami, jež bylo opět otevřeno v roce 1938. 
Brutální zásah do interiérů domů představovala rekonstrukce v z roku 1938 podle projektu architekta Pavla Janáka, který dal vybourat síně a renesanční schodiště z přízemí do  prvního patra nahradil novodobým. Gotické sklepy byly z větší části likvidovány vestavbou veřejných záchodků. Jediným pozůstatkem gotické stavby domu tak kromě kleneb sklepů zůstává fragment jednoho odhaleného opukového oblouku okna na cihelné zdi v zaskleném výklenku v přízemí. Po roce 1945 pokračovala adaptace interiérů na kanceláře Národního výboru hlavního města Prahy, který se sem přestěhoval z úřadoven zbořeného východního křídla Staroměstské radnice. 

## Současnost
Od roku 2015 v domě sídlí neziskovky, sdružené pod správou Magistrátu hlavního města Prahy a zabývající se vzdělávacími a humanitárními programy. mimo jiné to je Skautský institut A. B. Svojsíka, poskytující bezplatně své prostory pro setkání českých wikipedistů. 
V provozu je rovněž kavárna.

## Galerie

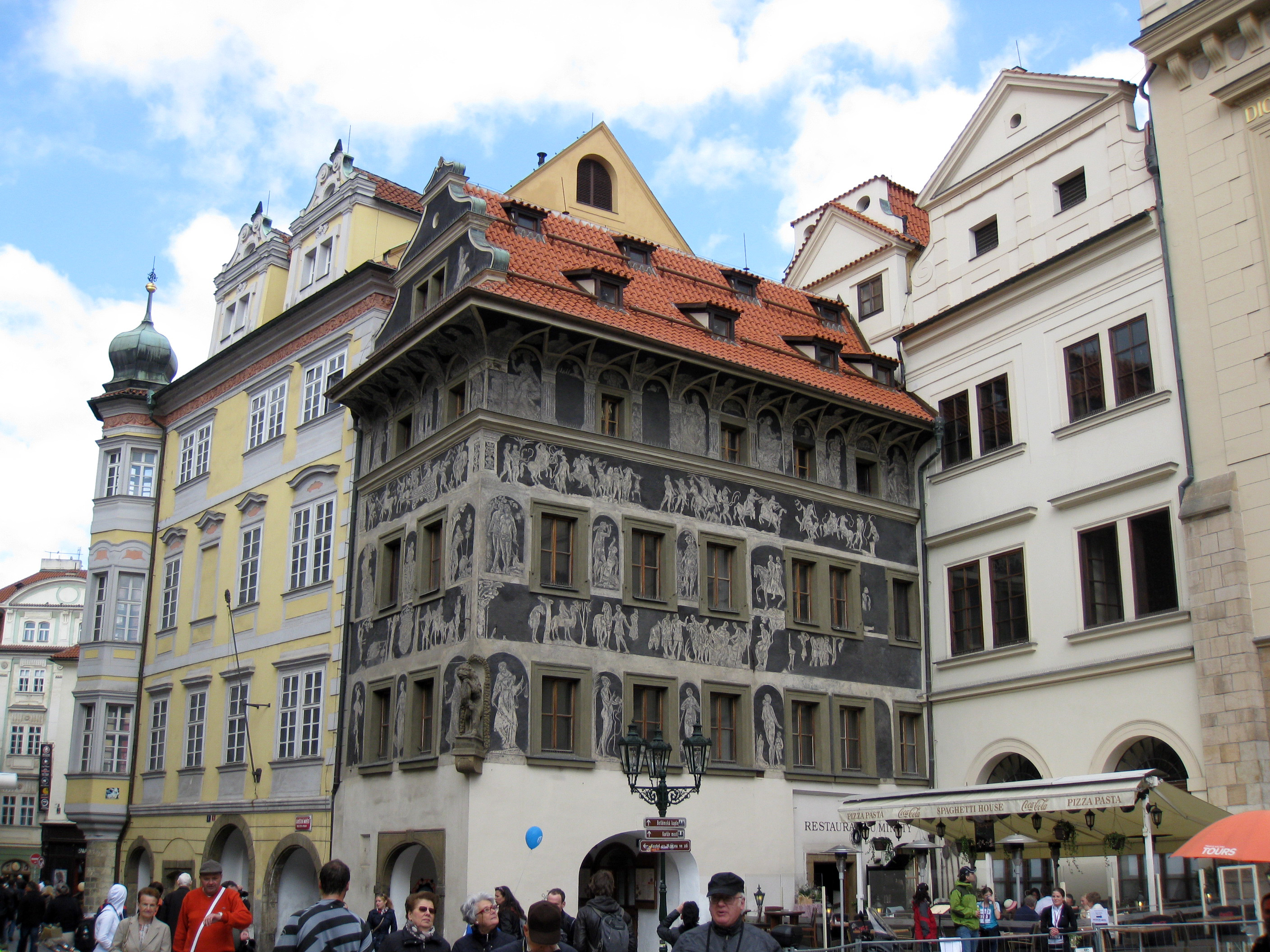
Domy U zlatého rohu, U minuty a U kohouta
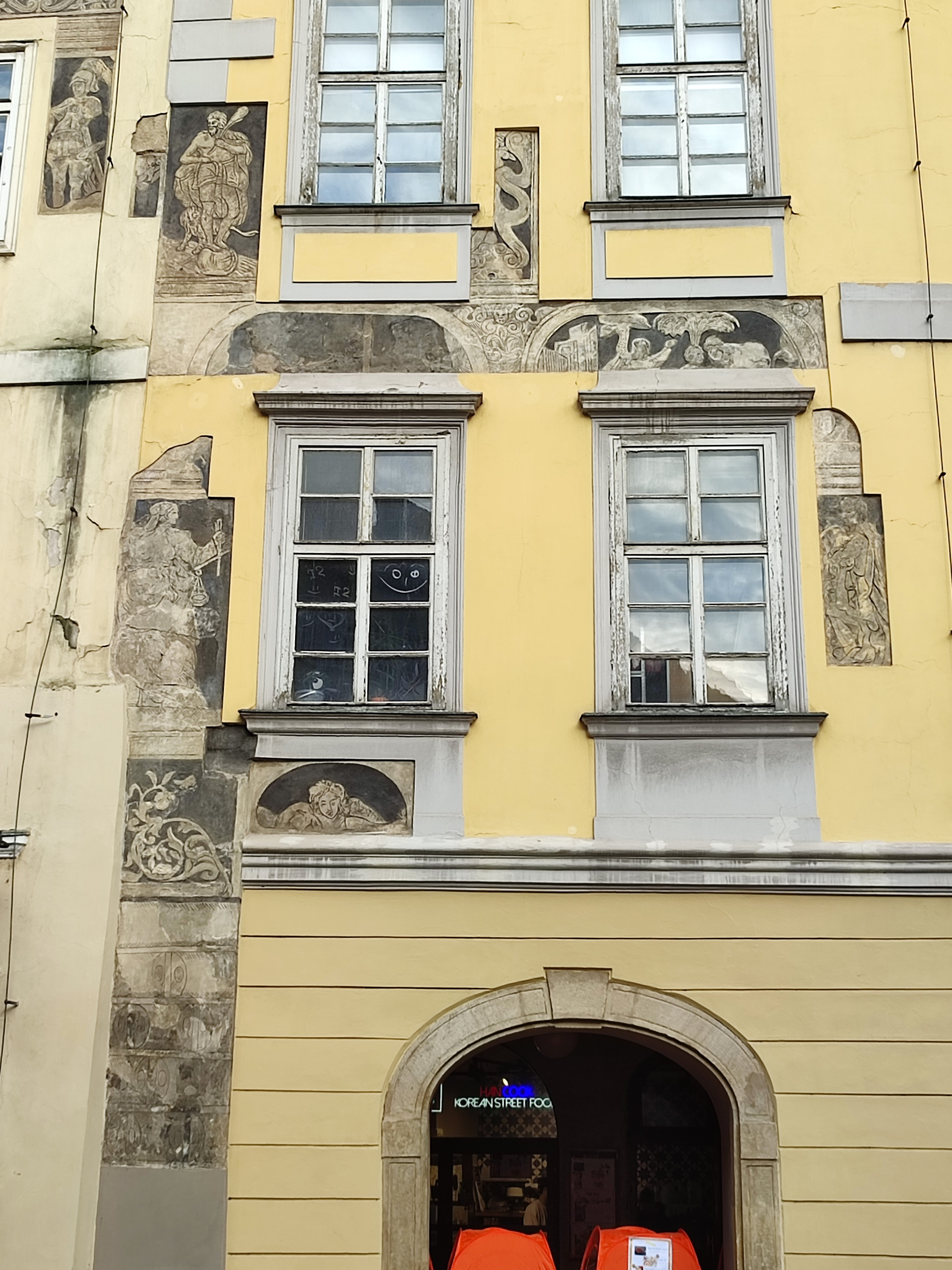
Sgrafita na boční fasádě
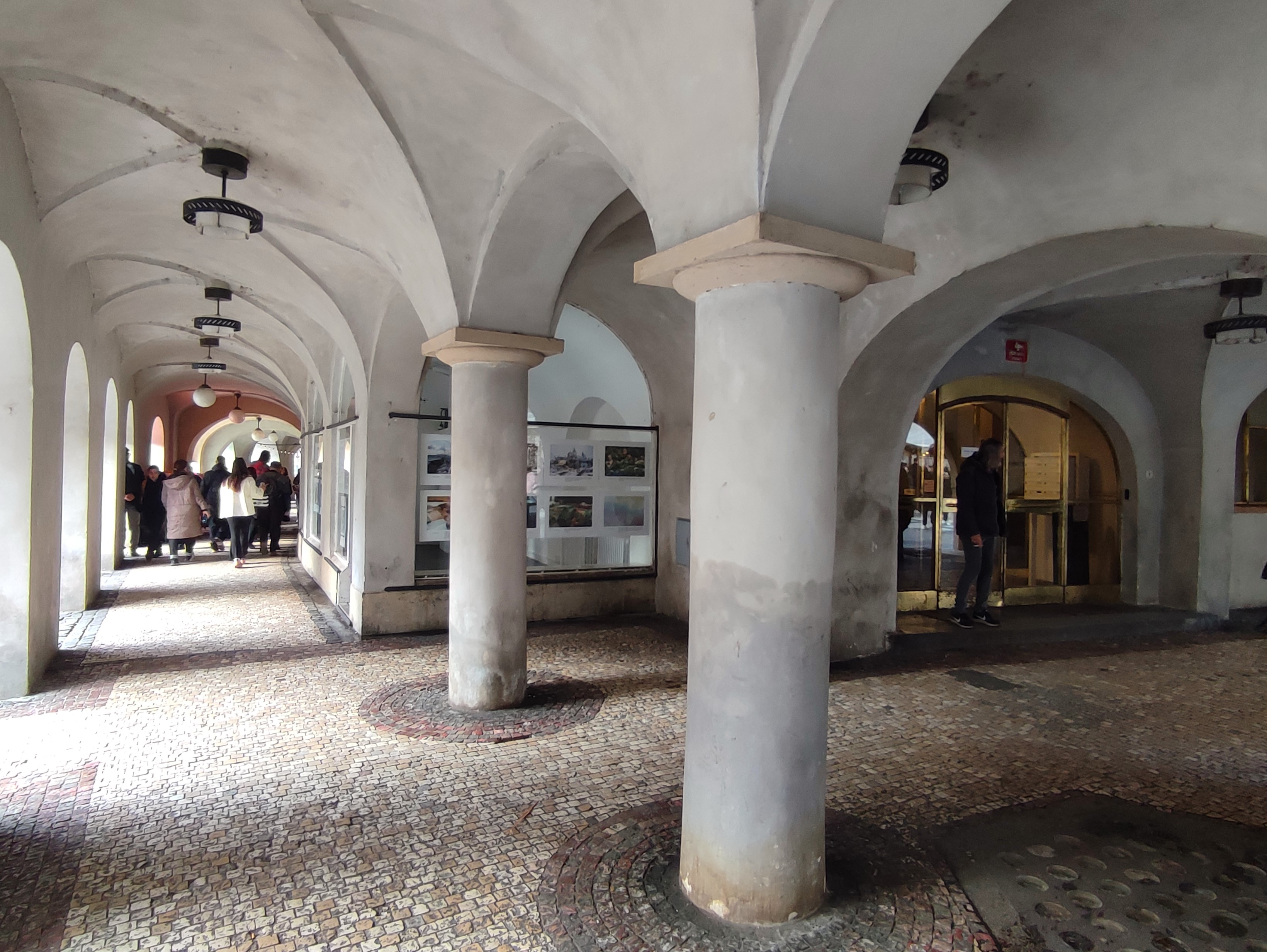
Podloubí
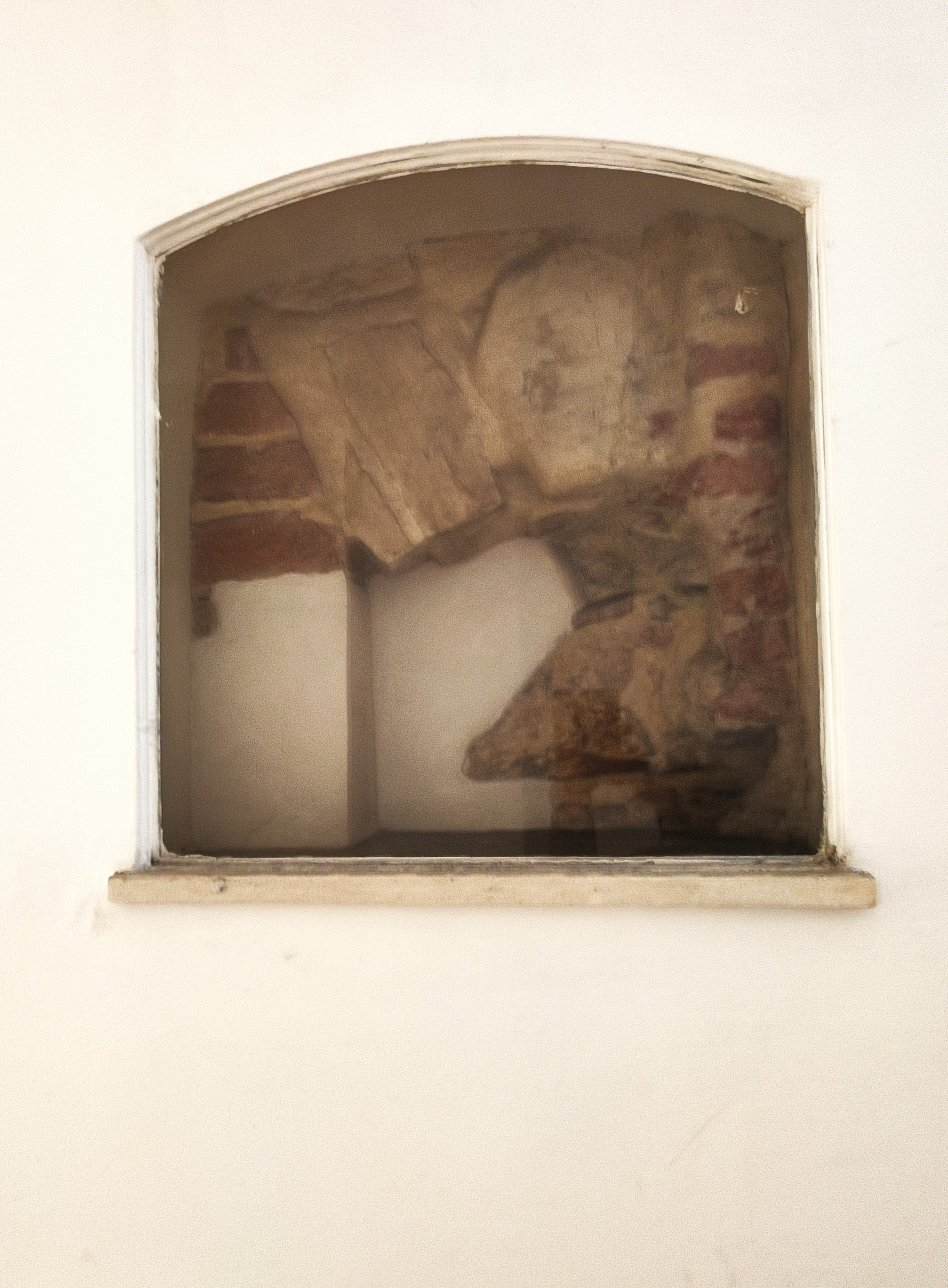
Fragment gotického ostění
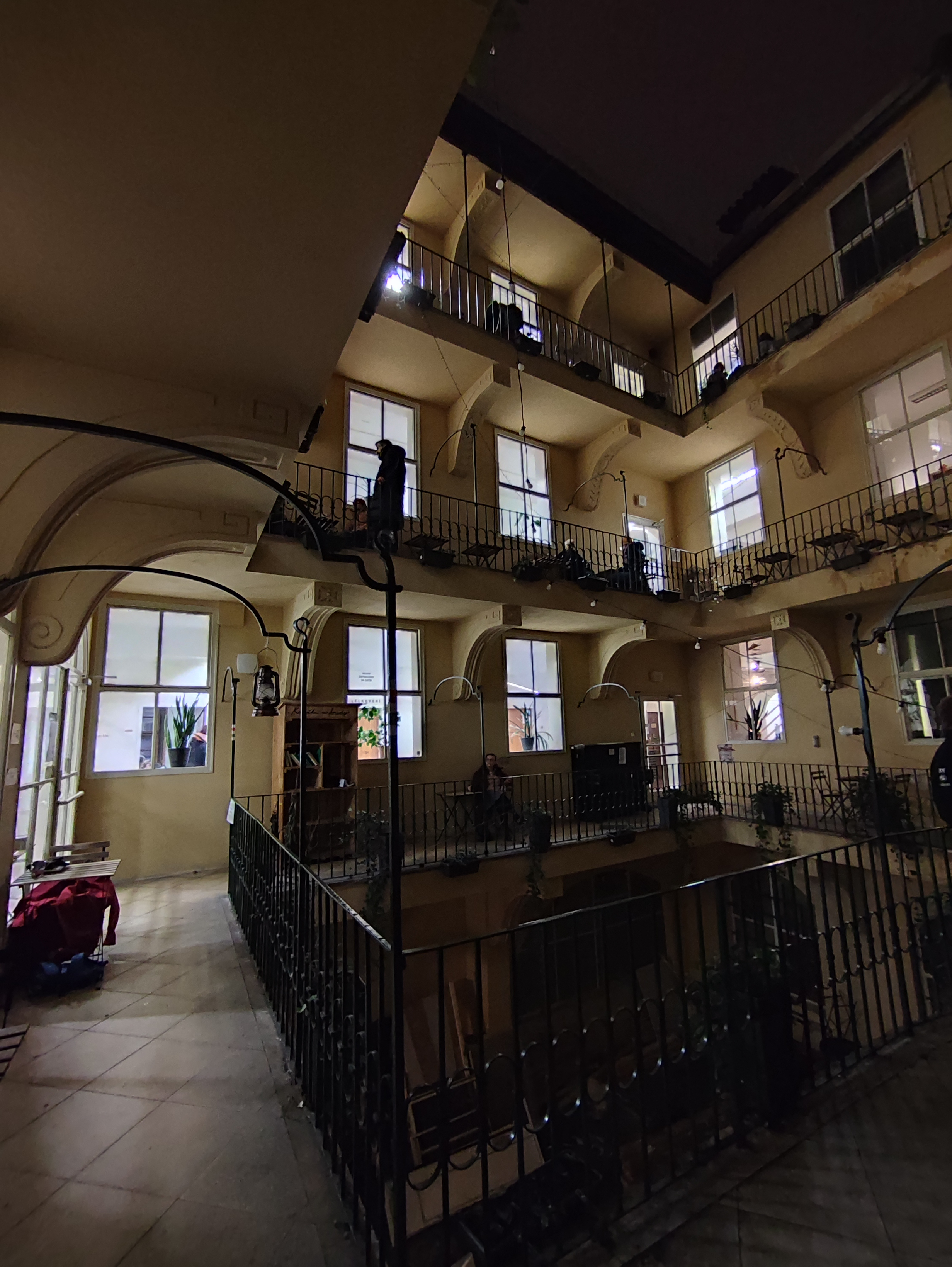
Ochoz 1. patra
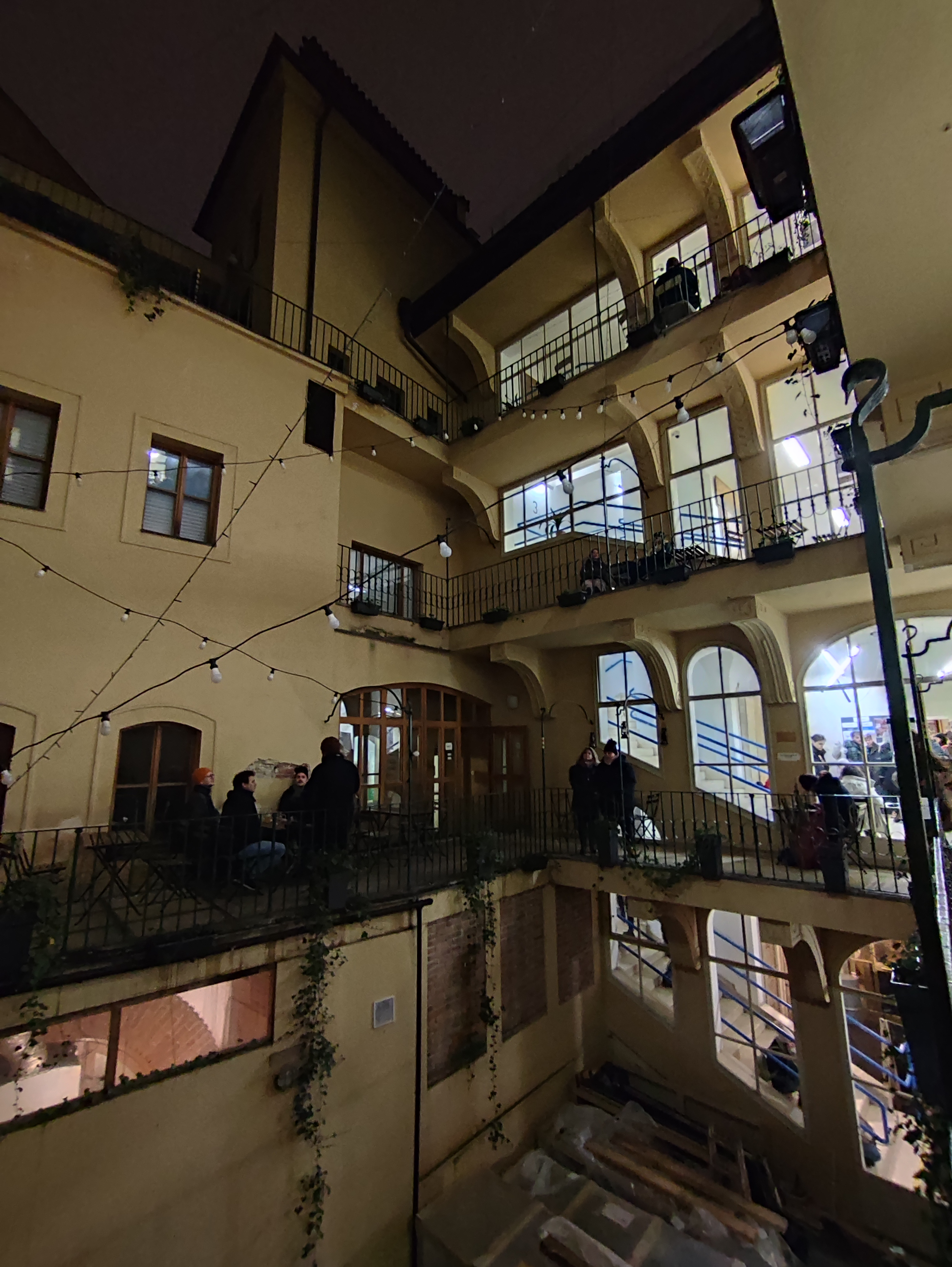
Pavlače
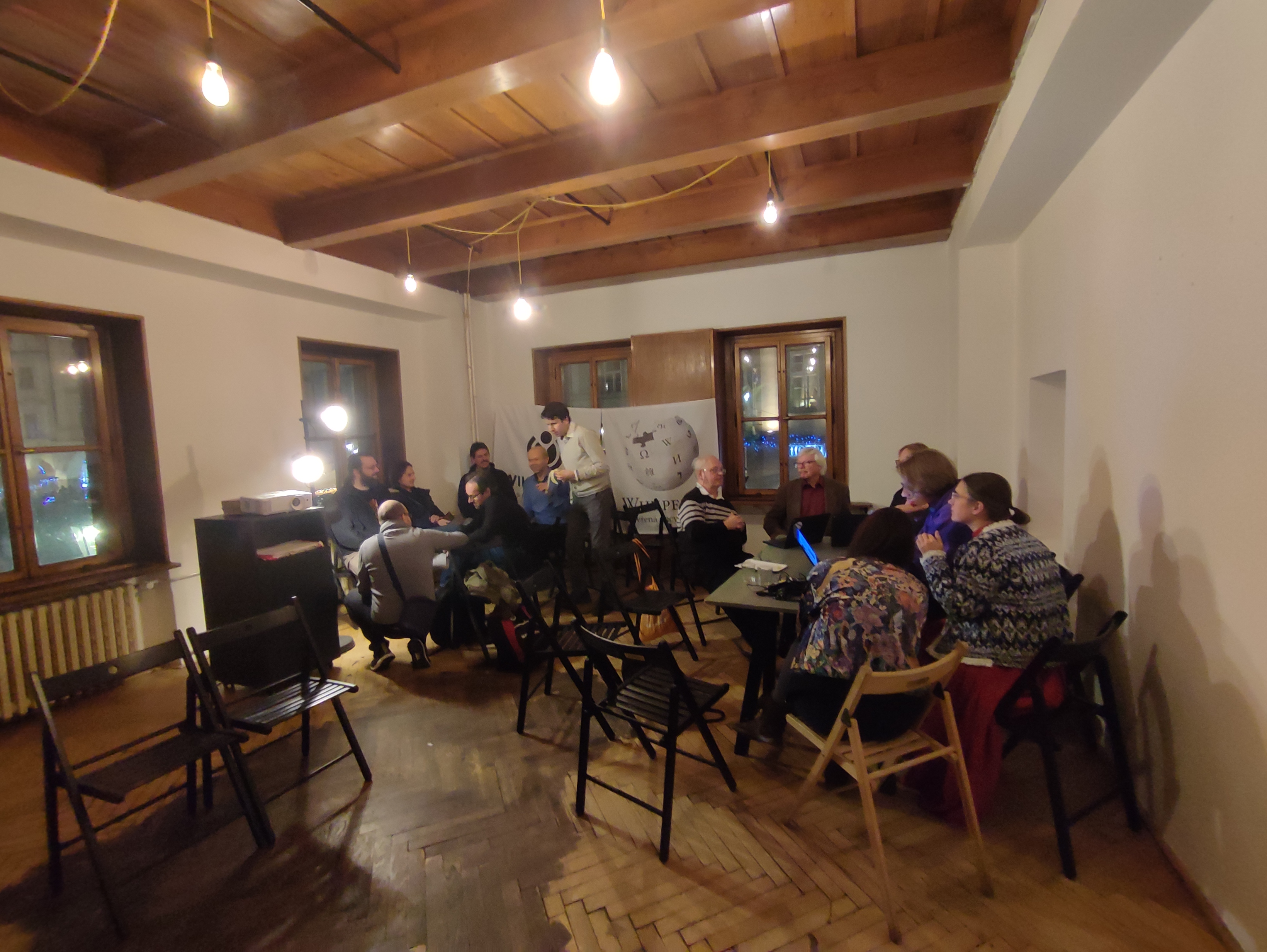
Skautský institut při setkání wikipedistů
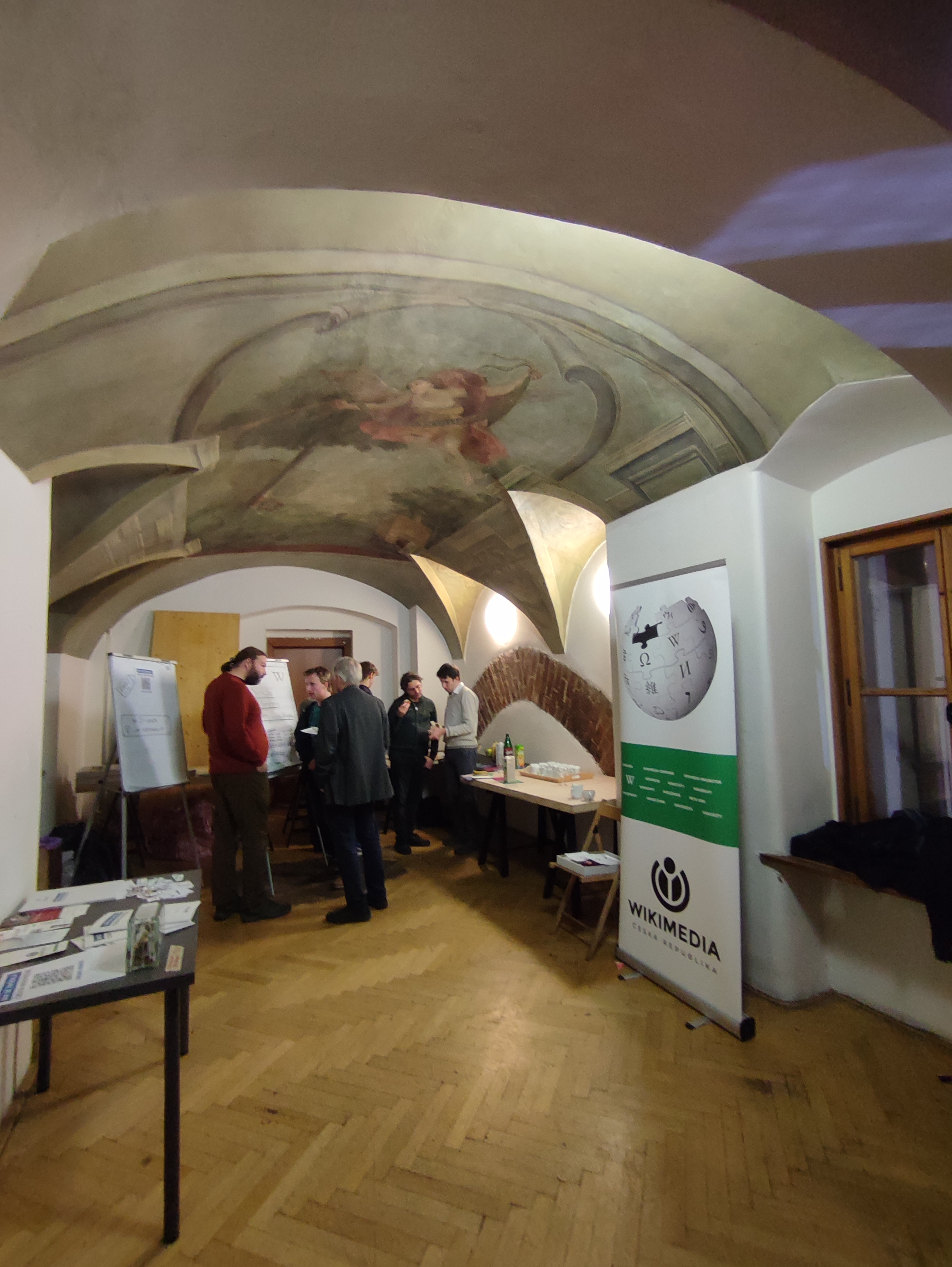
Skautský institut, 2. patro
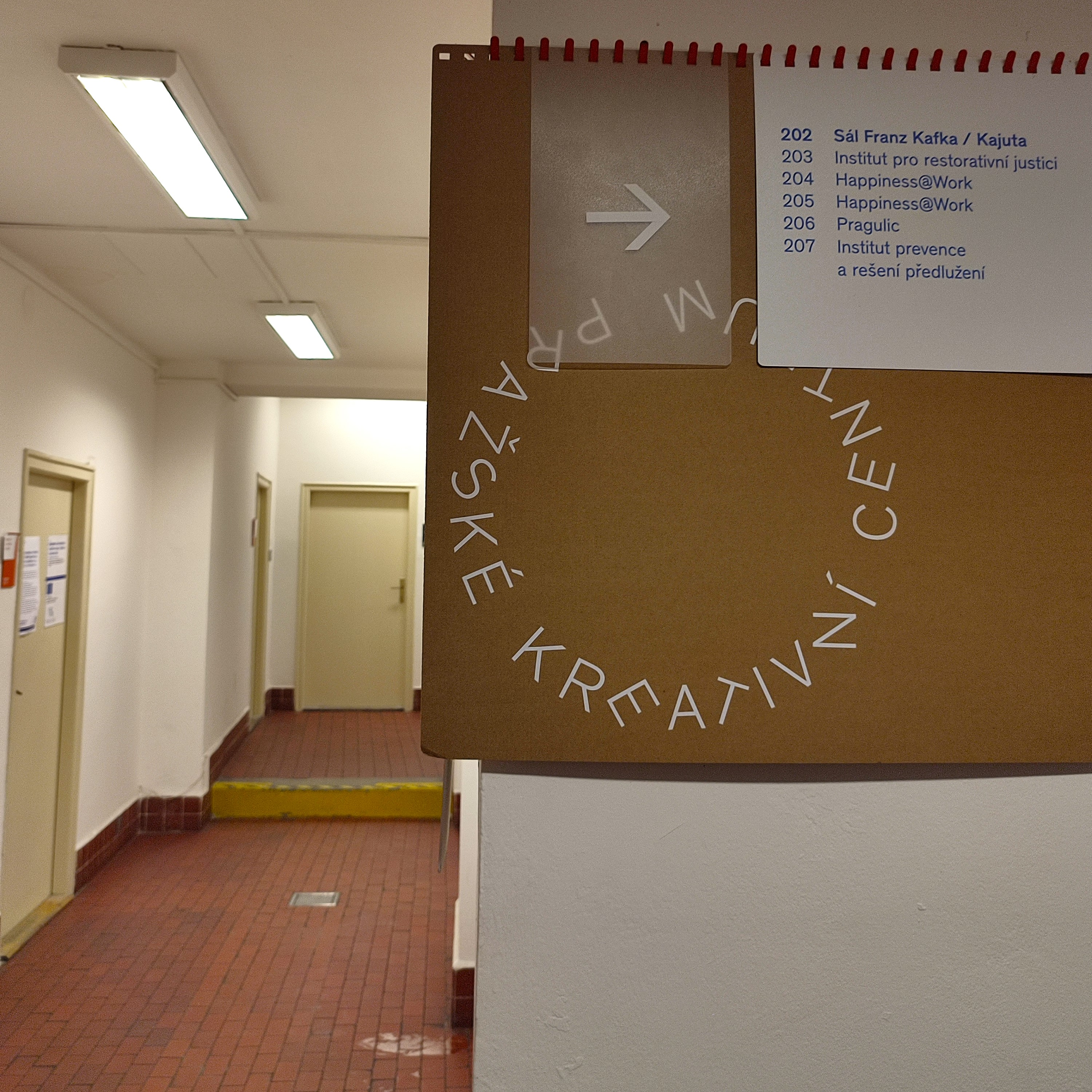
Novodobé chodby 2. patra